# Wereldruiterspelen 2010

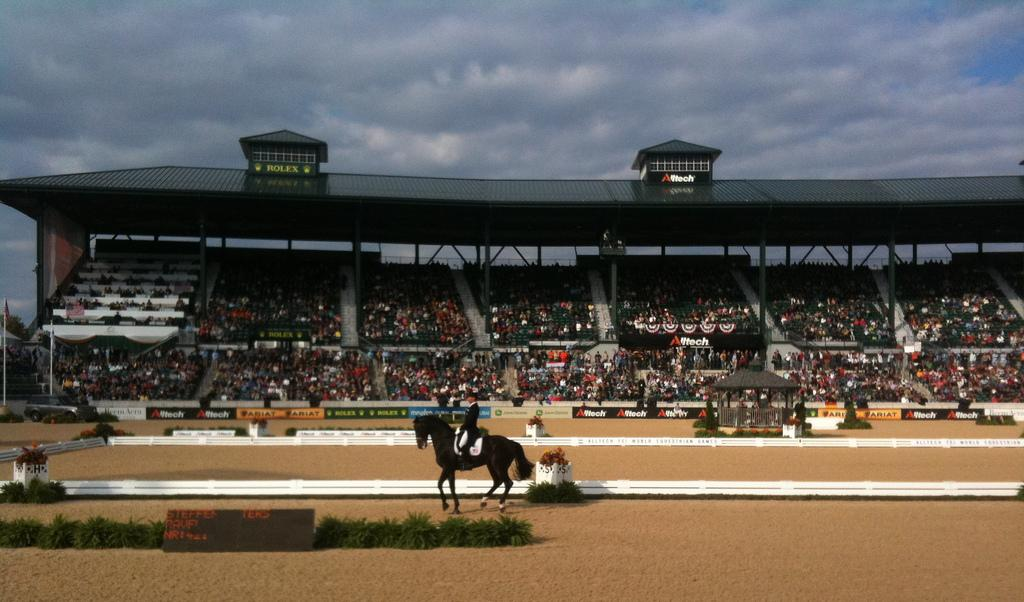
Steffen Peters met Ravel tijdens de dressuuroefening

De Wereldruiterspelen 2010 vormden de zesde editie van dit vierjaarlijkse paardensportevenement dat door de Fédération Équestre Internationale (FEI) wordt georganiseerd. Ze werden gehouden van 25 september tot en met 10 oktober 2010 in de Amerikaanse stad Lexington.
In acht paardensportdisciplines werd er gestreden voor de wereldtitel, in 27 onderdelen. Het was de eerste keer dat de Wereldruiterspelen niet op Europese bodem werden gehouden. Ook voor het eerst stond de discipline dressuur voor gehandicapte sporters op het programma. Hier werd in tien individuele en een teamonderdeel gestreden om de wereldtitel.
De belangrijkste titel, die van het springconcours, ging voor de tweede maal op rij naar België: Philippe Le Jeune volgde zijn landgenoot Jos Lansink op.

## Disciplines
Op deze Wereldruiterspelen stonden acht onderdelen op het programma. Voor het eerst was er dressuur voor gehandicapte sporters. In 27 onderdelen konden medailles gewonnen worden.
| - Dressuur - Dressuur voor gehandicapten - Endurance - Eventing | - Mensport - Reining - Springen - Voltige |

## Uitslagen
| Event                                                 | Goud | Zilver | Brons |
| ----------------------------------------------------- | --- | --- | --- |
| Dressuur grand prix special                           | Edward Gal met Moorlands Totilas | Laura Bechtolsheimer met Mistral Hojris | Steffen Peters met Ravel |
| Dressuur grand prix freestyle                         | Edward Gal met Moorlands Totilas | Laura Bechtolsheimer met Mistral Hojris | Steffen Peters met Ravel |
| Dressuur team grand prix                              | Nederland Hans Peter Minderhoud met Nadine Imke Schellekens-Bartels met Sunrise Adelinde Cornelissen met Parzival Edward Gal met Moorlands Totilas                                                                                | Groot-Brittannië Fiona Bigwood met Wie-Atlantico de Ymas Maria Eilberg met Two Sox Carl Hester met Liebling II Laura Bechtolsheimer met Mistral Hojris  | Duitsland Anabel Balkenhol met Dablino Christoph Koschel met Donnperignon Matthias Alexander Rath met Sterntaler-UNICEF Isabell Werth met Warum nicht FRH                             |
| Dressuur voor gehandicapten individueel Ia            | Sophie Christiansen met Rivaldo of Berkeley | Anne Dunham met Teddy | Emma Sheardown met Purdy's Dream |
| Dressuur voor gehandicapten individueel Ib            | Lee Pearson met Gentleman | Ricky Balshaw met Academy Award | Jens Lasse Dokkan met Lacour |
| Dressuur voor gehandicapten individueel II            | Petra van de Sande met Toscane | Britta Näpel met Aquilina 3 | Caroline Cecilie Nielsen met Rostorn's Hatim-Tinn |
| Dressuur voor gehandicapten individueel III           | Hannelore Brenner met Women of the World | Annika Lykke Dalskov met Preussen Wind | Sharon Jarvis met Applewood Odorado |
| Dressuur voor gehandicapten individueel IV            | Sophie Wells met Pinocchio | Frank Hosmar met Tiesto | Henrik Weber Sibbesen met Rexton Royal |
| Dressuur voor gehandicapten individueel freestyle Ia  | Emma Sheardown met Purdy's Dream | Sophie Christiansen met Rivaldo of Berkeley | Anne Dunham met Teddy |
| Dressuur voor gehandicapten individueel freestyle Ib  | Lee Pearson met Gentleman | Stinna Tange Kaastrup met Labbenhus Snoevs | Katja Karjalainen met Rosie |
| Dressuur voor gehandicapten individueel freestyle II  | Angelika Trabert met Ariva-Avanti | Gert Bolmer met Triumph | Jo Pitt met Estralita |
| Dressuur voor gehandicapten individueel freestyle III | Hannelore Brenner met Women of the World | Annika Lykke Dalskov met Preussen Wind | Sharon Jarvis met Applewood Odorado |
| Dressuur voor gehandicapten individueel freestyle IV  | Sophie Wells met Pinocchio | Michèle George met FBW Rainman | Frank Hosmar met Tiesto |
| Dressuur voor gehandicapten team                      | Groot-Brittannië Sophie Christiansen met Rivaldo of Berkeley Anne Dunham met Teddy Lee Pearson met Gentlemann Jo Pitt met Estralita                                                                                               | Duitsland Hannelore Brenner met Women of the World Britta Näpel met Aquilina 3 Juliane Theuring met Empaque IV Angelika Trabert met Ariva-Avanti        | Denemarken Annika Lykke Dalskov met Preussen Wind Stinna Tange Kaastrup met Labbenhus Snoevs Caroline Cecilie Nielsen met Rostorn's Hatim-Tinn Henrik Weber Sibbesen met Rexton Royal |
| Endurance individueel                                 | Maria Mercedes Alvarez Ponton met Nobby | Mohammed bin Rashid Al Maktoum met Ciel Oriental | Hamdan bin Mohammed Al Maktoum met SAS Alexis |
| Endurance team                                        | Verenigde Arabische Emiraten Hamdan bin Mohammed Al Maktoum met SAS Alexis Majid bin Mohammed Al Maktoum met Kangoo D'Aurabelle Rashid bin Dalmook Al Maktoum met Rukban Dikruhu Mmn Ali Mohammed Al Muhairi met Churinga Kagebee | Frankrijk Sarah Chakil met Sakalia Virginie Atger met Azim du Florival Cecile Miletto Mosti met Easy Fontnoire Caroline Denayer Gad met Gwellik du Parc | Duitsland Gabriela Förster met Priceless Gold Sabrina Arnold met Beau ox Belinda Hitzler met Shagar Melanie Arnold met Shaika Bint Kheoma                                             |
| Eventing individueel                                  | Michael Jung met La Biostethique-Sam FBW | William Fox-Pitt met Cool Mountain | Andrew Nicholson met Nereo |
| Eventing team                                         | Groot-Brittannië William Fox-Pitt met Cool Mountain Mary King met Imperial Cavalier Nicola Wilson met Opposition Buzz Kristina Cook met Miners Frolic                                                                             | Canada Stephanie Rhodes-Bosch met Port Authority Selena O'Hanlon met Colombo Hawley Bennett-Awad met Gin & Juice Kyle Carter met Madison Park           | Nieuw-Zeeland Andrew Nicholson met Nereo Mark Todd met Grass Valley Caroline Powell met Mac Macdonald Clarke Johnstone met Orient Express                                             |
| Mensport individueel                                  | Boyd Exell | IJsbrand Chardon | Tucker Johnson |
| Mensport team                                         | Nederland | Verenigde Staten | Duitsland |
| Reining individueel                                   | Tom McCutcheon met Gunners Special Nite | Craig Schmersal met Mister Montana Nic | Duane Latimer met Dun Playin Tag |
| Reining team                                          | Verenigde Staten Tim McQuay met Hollywoodstinseltown Craig Schmersal met Mister Montana Nic Tom McCutcheon met Gunners Special Nite Shawn Flarida met RC Fancy Step                                                               | België Jan Boogaerts met Gumpy Grumpy BB Ann Poels met Whizdom Shines Cira Baeck met Peek a Boom Bernard Fonck met BA Reckless Chick                    | Italië Marco Ricotta met Smart and Shiney Stefano Massignan met Yellow Jersey Dario Carmignani met Red Chic Peppy Nicola Brunelli met Spat a Blue                                     |
| Springen individueel                                  | Philippe Le Jeune met Vigo d´Arsouilles | Abdullah Al-Sharbatly met Seldana di Campalto | Eric Lamaze met Hickstead |
| Springen team                                         | Duitsland Marcus Ehning met Plot Blue Janne-Friederike Meyer met Cellagon Lambrasco Meredith Michaels-Beerbaum met Checkmate Carsten-Otto Nagel met Corradina                                                                     | Frankrijk Patrice Delaveau met Katchina Mail Olivier Guillon met Lord de Theize Pénélope Leprévost met Mylord Carthago Kevin Staut met Silvana de Hus   | België Dirk Demeersman met Bufero VH Panishof Jos Lansink met Cavalor Valentina van't Heike Philippe Le Jeune met Vigo d'Arsouilles Judy-Ann Melchior met Cha Cha Z                   |
| Voltige individueel mannen                            | Patric Looser met Record RS von der Wintermühle | Kai Vorberg met Sir Bernhard RS von der Wintermühle | Nicolas Andreani met Idefix de Braize |
| Voltige individueel vrouwen                           | Joanne Eccles met W H Bentley | Antje Hill met Airbus | Simone Wiegele met Arkansas |
| Voltige team                                          | Verenigde Staten | Duitsland | Oostenrijk |

## Medaillespiegel
| Plaats | Land                         | Goud | Zilver | Brons | Totaal |
| 1      | Groot-Brittannië             | 9    | 7      | 3     | 19     |
| 2      | Duitsland                    | 5    | 5      | 4     | 14     |
| 3      | Nederland                    | 5    | 3      | 1     | 9      |
| 4      | Verenigde Staten             | 3    | 2      | 3     | 8      |
| 5      | België                       | 1    | 2      | 1     | 4      |
| 6      | Verenigde Arabische Emiraten | 1    | 1      | 1     | 3      |
| 7      | Australië                    | 1    | 0      | 2     | 3      |
| 8      | Spanje                       | 1    | 0      | 0     | 1      |
| 8      | Zwitserland                  | 1    | 0      | 0     | 1      |
| 10     | Denemarken                   | 0    | 3      | 3     | 6      |
| 11     | Frankrijk                    | 0    | 2      | 1     | 3      |
| 12     | Canada                       | 0    | 1      | 2     | 3      |
| 13     | Saoedi-Arabië                | 0    | 1      | 0     | 1      |
| 14     | Nieuw-Zeeland                | 0    | 0      | 2     | 2      |
| 15     | Finland                      | 0    | 0      | 1     | 1      |
| 15     | Italië                       | 0    | 0      | 1     | 1      |
| 15     | Noorwegen                    | 0    | 0      | 1     | 1      |
| 15     | Oostenrijk                   | 0    | 0      | 1     | 1      |
| Totaal | Totaal                       | 27   | 27     | 27    | 81     |

## Deelnemende landen
Er namen 58 landen deel aan deze Wereldruiterspelen, één minder dan in 2006.
- Argentinië
- Australië
- Azerbeidzjan
- Bahrein
- België
- Bermuda
- Brazilië
- Canada
- Chili
- China
- Chinees Taipei
- Colombia
- Costa Rica
- Denemarken
- Dominicaanse Republiek
- Duitsland
- Ecuador
- Egypte
- El Salvador
- Finland

- Frankrijk
- Groot-Brittannië
- Guatemala
- Hongarije
- Ierland
- India
- Israël
- Italië
- Japan
- Jordanië
- Litouwen
- Luxemburg
- Mexico
- Namibië
- Nederland
- Nederlandse Antillen
- Nieuw-Zeeland
- Noorwegen
- Oekraïne
- Oostenrijk

- Polen
- Portugal
- Qatar
- Rusland
- Saoedi-Arabië
- Singapore
- Slowakije
- Spanje
- Syrië
- Tsjechië
- Turkije
- Uruguay
- Venezuela
- Verenigde Arabische Emiraten
- Verenigde Staten
- Zuid-Afrika
- Zweden
- Zwitserland